# New Greenhouse
New Greenhouse är ett studentboende strax öster om tätorten Lund i Lunds kommun. Vid SCB:s avgränsning 2020 klassades bebyggelsen som en småort.